# 별빛

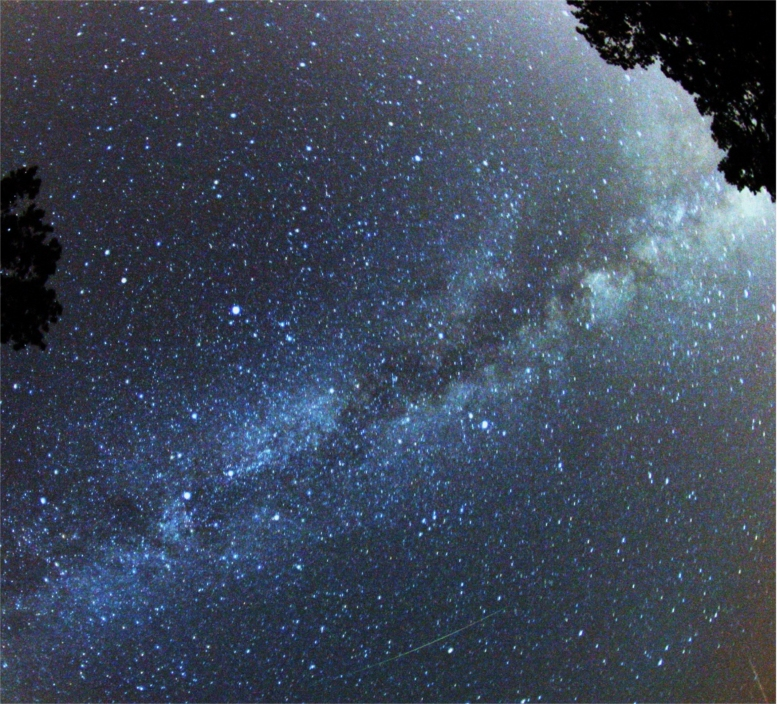
은하수와 별똥별이 교차하는 빛나는 하늘

별빛(Starlight)은 별에 의해 방출되는 빛이다. 별빛의 구성 요소는 낮에도 지구에서 관찰할 수 있지만, 이는 일반적으로 밤 동안 지구에서의 태양 관찰이 아닌 다른 별에서의 가시광선 전자기파를 의미한다.

## 같이 보기
- 겉보기 등급순 별 목록
- 푸르키네 효과
- 달빛
- 햇빛